# Line Lloyd Footwear Cycling
Line Lloyd Footwear Cycling was een Nederlandse continentale wielerploeg. 
Het team maakte in 2007 zijn intrede in het wielerpeloton en komt uit in de continentale circuits van de UCI. Met ingang van seizoen 2008 ging het team door het leven als LSE (Landelijke Sponsor Eenheid). Het viel toen niet meer direct onder het Continentale circuit.
De ploeg is voornamelijk actief op de weg.